# Vern Oliver Knudsen
Vern Oliver Knudsen (Provo, 27 de dezembro de 1893 – 13 de maio de 1974) foi um físico acústico estadunidense.